# Короленко, Прокопий Петрович
Проко́пий (Проко́фий) Петро́вич Короле́нко (5 [17] июля 1834; близ Павловское (на Кубани), Российская империя — 6 [19] февраля 1913) — российский археограф, этнограф и историограф казачества и краевед. Архивариус войскового архива Кубанского казачьего войска (1893—1902). Надворный советник.
Почётный член Кубанского областного статистического комитета и Общества любителей изучения Кубанской области, а также член Одесского общества истории и древностей, Харьковского историко-филологического общества и Таврической учёной архивной комиссии.

## Биография

### Происхождение
Прокопий Короленко родился на хуторе на реке Сосыке в юрте станицы Павловской. Предки его проживали на Полтавщине. Имя его прадеда миргородского сотника Григория Короля 8 марта 1787 года было внесено в родословную дворянскую книгу Киевского наместничества, однако по словам Прокопия «за потерей некоторых документов ни дед, ни отец в дворянстве не были утверждены». Отец его в 1808 году поселился в Кисляковском куренном посёлке Черноморского казачьего войска.

### Воспитание
Образование получил в домашних условиях. По словам самого Короленко, он «не был ни в каком учебном заведении и не имел домашних учителей». Чтению его обучил отец, а письму — станичный писарь. Когда Прокопию Короленко было около 10 лет, отец привёл его в Екатеринодарское войсковое училище. Смотритель того училища указал отцу на отсутствие у мальчика свидетельского документа, который следовало получить у станичного атамана, и только при предъявлении которого можно будет определить его сына в училище. Однако сразу после этого отец Прокопия тяжело заболел и вскоре умер, и последний так и не получил образования. Тем не менее, Прокопий «имел любовь к чтению, читал всё, что попадалось под руку, переписывал сочинения других лиц, замечал слог речи, и сам начал пробовать писать».

### Первые годы службы
5 июня 1851 года Короленко вступил в службу рядовым казаком в 6-й конный полк Черноморского казачьего войска. 21 мая 1852 года за отличия в делах против горцев был произведён в урядники. 27 марта 1853 года назначен писарем Черноморской врачебной управы, а после — Войскового правления. С 1860 года — столоначальник в военном правлении Кубанского казачьего войска, затем — секретарь Екатеринодарского окружного суда. В марте 1866 года был назначен помощником старшего адъютанта войскового дежурства. С 1868 года состоял секретарём гражданской экспедиции военного правления.
Военный быт и рассказы ветеранов о военных походах значительно способствовали формированию у Короленко устойчивого интереса к военной истории. С 1863 года он начал публиковать свои первые этнографические очерки в «Кубанских войсковых ведомостях» (с 1871 «Кубанские областные ведомости»). Оценив его продуктивное стремление в том направлении, войсковая администрация поручила ему написание истории Кубанского казачьего войска. Не имея соответствующего образования и состоя на различных должностях в административных учреждениях Кубанской области, он параллельно принялся проводить комплексное исследование Кубанского казачества, извлекая и изучая материалы из архивов Екатеринодара, Одессы, Киева, Харькова и других городов. В 1868 году в «Военном сборнике» была опубликована 1-я часть намеченного исследования под заглавием «Черноморцы за Бугом».

### В Ейске
В 1871 году Короленко будучи уже в чине сотника подал прошение о переводе его в Ейск исправляющим должность участкового пристава 2-го участка уездного полицейского управления. Ейск привлёк его «бурным течением культурной жизни». Чуть ранее там был открыт ряд учебных заведений (в частности из Екатеринодара в Ейск была переведена Кубанская войсковая гимназия). Кроме этого, Короленко на той должности мог найти больше времени для творческой работы. Там же в то время проживал поэт И. П. Подушко (Подушка), а в 1876 году туда же на должность мирового судьи из Екатеринодара был переведён поэт и писатель В. С. Мова (псевд. Лиманский), с которыми у Короленко установились тесные связи. Вероятно под влиянием их окружения Короленко помимо ряда этнографических очерков на общедоступном русском, написал там и ряд виршей на украинском языке. Там же в Ейске им была завершена работа над 2-й частью исследования под заглавием «Черноморцы на Кубани», а в 1874 году в Санкт-Петербурге Военно-учёным комитетом был издан весь его фундаментальный труд «Черноморцы», основанный на обширном архивном материале с приложениями документов и картой «Земли войска черноморского». В 1877 году он в 2 частях был переиздан в Киеве «Черноморские казаки: Исторический очерк политической и общественной жизни с 1775 по 1842 год».
В 1875 году Короленко был назначен старшим помощником уездного начальника. В следующем 1876 году он уже в гражданском чине титулярного советника.

### Вновь в Екатеринодаре
28 июня 1878 года Короленко уже в чине коллежского асессора был «перемещён для пользы службы» по временному штату на должность старшего делопроизводителя Кубанского областного правления с межевым управлением (по состоянию на 1883 год в постоянном штате).
В то время начался его новый период историко-литературной деятельности. Там он вошёл в состав созданного в 1879 году Кубанского областного статистического комитета (КОСК). В качестве старшего археографа был ближайшим сотрудником первого секретаря того комитета Е. Д. Фелицына по изданию «Кубанского сборника» и «Памятной книжки Кубанской области».
В целом 1878—1885 годы для Короленко были наиболее плодотворны в научной деятельности на Кубани. В это время им проводились интенсивные работы по сбору архивных документов.

### Отставка
27 июля 1885 года Короленко по состоянию здоровья был «уволен согласно прошению от должности старшего делопроизводителя и вовсе от службы». По выходе в отставку он отправился в Харьков, где в течение двух лет занимался выборкой исторических материалов на русском и польском языках в Харьковском историческом архиве и Университетской библиотеке. Там же он был избран членом Харьковского историко-филологического общества. Публиковался в «Сборнике Харьковского историко-филологического общества».
В 1890 году Короленко был избран почётным членом КОСК. По состоянию на 1891 год в чине надворного советника.

### Возвращение в службу
17 января 1893 года Короленко вновь был определён на службу и по предложению наказного атамана назначен архивариусом войскового архива Кубанского казачьего войска. Та должность дала ему новые возможности для плодотворной работы с архивными материалами и проведения новых исторических исследований. К тому времени архивные дела в Кубанской области пришли в крайнее запущение и Короленко принялся активно систематизировать их и составлять справочные каталоги.
7 марта 1894 года на общем собрании членов КОСК Короленко поставил вопрос об издании Статистическим комитетом архивных документов, касающихся военной истории Кубанского казачьего войска. Его также поддержал почётный член КОСК Е. Д. Фелицын. В результате КОСК принял решение о публикации архивных материалов в «Кубанских сборниках».
Значительным достижением Короленко в научно-литературной деятельности стал выпуск в 1896 году в Екатеринодаре отдельным тиражом книги «Двухсотлетие Кубанского казачьего войска. 1696—1896». Она была поднесена императору Николаю II, который дал высокую оценку этому труду и удостоил Короленко своей благодарностью, «о чём по сообщению военного министра начальником Кубанской области наказным атаманом генералом Малама было объявлено приказом».
В том же 1896 году Короленко направил в Таврическую учёную архивную комиссию (ТУАК) письмо с предложением о сотрудничестве. Он желал опубликовать в её «Известиях» извлечённые из архива дела конца XVIII — начала XIX веков, то есть, в частности периода, когда Черноморское казачье войско находилось в ведении Таврического губернского управления. В частности им был отыскан «Манифест императрицы Екатерины II от 8 апреля 1783 г. о присоединении к России Крыма, Тамани и Кубанской земли», являющимся важнейшим историческим документом, который в дальнейшем был опубликован в «Известиях Таврической учёной архивной комиссии» и многое другое, представляющее историческую ценность. 4 октября Короленко был избран членом ТУАК.
В следующем 1897 году Короленко был назначен помощником председателя КОСК. Был одним из инициаторов создания в том же году общественно-краеведческой организации — Общество любителей изучения Кубанской области (ОЛИКО). Устав того Общества был утверждён 16 октября, а 21 декабря на собрании его членов-учредителей, проходившем в 1-й Екатеринодарской мужской гимназии, Короленко был избран помощником председателя ОЛИКО. В 1899 избран действительным членом ТУАК, а в мае 1900 — почётным членом ОЛИКО. Также входил в совет Екатеринодарского Александро-Невского религиозно-просветительского братства.

### Отставка. Последние годы жизни
В 1902 году Короленко по состоянию здоровья вышел в отставку. В приказе наказного атамана ККВ Я. Д. Маламы отмечалось:
За время своей службы в архиве П. П. Короленко привёл в систематический порядок архивные дела, описи, справочный аппарат. Нелёгкий труд этот выполнен лишь благодаря особой любви его к памятникам старины и достижению намеченной цели.
Короленко имел 4 детей. 8 января 1910 года он похоронил свою жену, а через год — единственного сына. Семейные утраты сказались на его здоровье и он ослеп. Последние годы проживал в Ставрополе в семье своей дочери Евдокии Белой.
Умер Короленко 6 февраля 1913 года в Ставрополе, где и был похоронен. Его дочь Евдокия обещала перевезти его прах в Екатеринодар, но по каким-то причинам не смогла этого сделать.

## Наследие
В годы Великой Отечественной войны (1941—1945) Государственный архив Краснодарского края претерпел невосполнимый ущерб, в результате чего труды Короленко, насыщенные документами по истории Кубани, приобрели значение первоисточников.

## Награды
- Ордена Святого Станислава 3-й степени (1876)
- Золотые запонки с рубинами и бриллиантами от Его Императорского Величества (21 июня 1883)
- Орден Святой Анны 3-й степени (1896)

Медали
- Бронзовая медаль «В память войны 1853—1856»
- Серебряная медаль «В память царствования императора Александра III»
- Медаль «За труды по первой всеобщей переписи населения» (1897)

- Крест «За службу на Кавказе»

## Основная библиография
- Короленко П. П. Черноморцы. — СПб.: Тип. Деп. уделов, 1874. — 212, 76, III с.
  - Короленко П. П. Черноморские казаки: Исторический очерк политической и общественной жизни с 1775 по 1842 год: в 2 частях. — Киев, 1877.
- Короленко П. П. Азовцы. — Киев: Тип. Г. Т. Корчак-Новицкого, 1891. — 45 с.
- Короленко П. П. Кошевые атаманы Черноморского казачьего войска XVIII столетия. — СПб.: Вестник казачьих войск, 1901. — 48 с.
- Короленко П. П. Черноморское казачье войско (1775—1792 гг.). — Екатеринодар, 1892. — 64 с.
- Короленко П. П. Первые четыре атамана бывшего Черноморского (ныне Кубанского) казачьего войска. — Екатеринодар, 1892. — 36 с.
- Короленко П. П. Двухсотлетие Кубанского казачьего войска. 1696—1896. — Екатеринодар: Тип. Кубанского обл. правл., 1896. — 90 с.
- Короленко П. П. Войсковой архив Кубанского казачьего войска. — М.: Тип. Г. Лисснера и Д. Собко. — 30 с.
- Короленко П. П. Предки кубанских казаков на Днепре и на Днестре. — Екатеринодар: Тип. П. Ф. Бойко, 1900. — 70, 203 с.
- Короленко П. П. Головатый, кошевой атаман Черноморского казачьего войска. — Екатеринодар, 1904. — 201 с.
- Короленко П. П. К истории колонизации Закубанского края в 1865—1867 гг. // Сборник сведений о Северном Кавказе. — Ставрополь-Губ: Тип. наследников Берк, 1906. — Т. 1. — 28 с.
- Короленко П. П. Записки по истории Северо-Восточного побережья Чёрного моря. — Одесса: Тип. Хрисогелос, 1910. — 20 с.

Переиздания
- Попко И. Д., Короленко П. П. Черноморские казаки. — М.: Вече, 2009, 2014. — 441 с. — (История казачества). — ISBN 978-5-9533-3672-7 (2009). — ISBN 978-5-4444-1918-2 (2014).
- Короленко П. П. Атаманы бывшего Черноморского казачьего войска. — Краснодар: Традиция, 2013. — 69 с. — ISBN 978-5-91883-091-8.
- Короленко П. П. Записки по истории Северо-Восточного побережья Чёрного моря. Сочи. — Краснодар: Традиция, 2013. — 37 с. — ISBN 978-5-91883-118-2.
- Короленко П. П. Некрасовские казаки: Исторический очерк, составленный по печатным и архивным данным. — Краснодар: Традиция, 2013. — 102 с. — ISBN 978-5-91883-117-5.